# 안지만 (축구 선수)
안지만(2003년 1월 11일 ~ )는 대한민국의 축구 선수로, 포지션은 미드필더이다. 현재 화성 FC 소속이다.